# Morinia
Morinia là một chi rêu trong họ Tachinidae.